# Spermophorides mammata
Spermophorides mammata är en spindelart som först beskrevs av Senglet 1973.  Spermophorides mammata ingår i släktet Spermophorides och familjen dallerspindlar.
Artens utbredningsområde är Spanien. Inga underarter finns listade i Catalogue of Life.